# Остериола (Витербо)
Остериола је насеље у Италији у округу Витербо, региону Лацио.
Према процени из 2011. у насељу је живело 15 становника. Насеље се налази на надморској висини од 459 м.